# Anna Singer
Anna Singer (geb. Anna Spencer Brugh; Hagerstown, Maryland, 30 oktober 1873 – Laren, Nederland, 17 oktober 1962) was een Amerikaanse kunstverzamelaar en oprichter van het kunstmuseum Singer in Laren.

## Jeugd
Singer groeide op in Hagerstown, een middelgrote stad in de Amerikaanse staat Maryland. Haar ouders voedden haar zeer christelijk op, wat maakte dat ze een diep vertrouwen had in God. Van haar moeder leerde zij pianospelen, iets waar ze al snel zeer bedreven in raakte. Ze ging daarom studeren aan het prestigieuze Peabody Institute for Music in Baltimore, waar ze ook harp leerde spelen. Iets later schreven haar ouders haar in aan de Christie Bond School, een privéschool waar ze onder andere Frans en Latijn leerde. Anna’s interesse ging echter voornamelijk uit naar vakken als literatuur, drama en kunstgeschiedenis. Tijdens haar studie in Baltimore kocht haar moeder een groot stuk grond aan de rand van Hagerstown, waar ze na het behalen van haar diploma ging wonen en pianolessen kon geven. Naar gebruik binnen de gastvrije cultuur van de zuidelijke staten ontving de familie er geregeld gasten. Tijdens deze bijeenkomsten werd er vaak tot laat in de avond gedanst en gezongen, iets wat voor Singer van grote waarde was.

## Huwelijk met William Singer

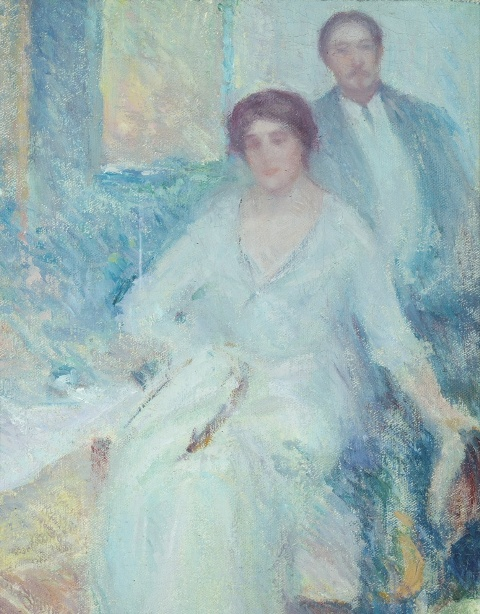
Anna en William Singer (door Martin Borgord, jaren 1910)

In 1894 ontmoette Anna haar toekomstige man, kunstschilder William Singer die de zoon was van een steenrijke staalmagnaat en partner van Andrew Carnegie. Hoewel het liefde op het eerste gezicht was, verschilden ze sterk van karakter. Waar Anna sociaal en muzikaal was, kenmerkte de introverte William zich door zijn passie voor schilderen, gevoed door zijn afkeer van de vervuilende staalindustrie waar zijn vader het familiekapitaal mee had verdiend. Hun gedeelde liefde voor de kunsten schiep een bijzondere band en al na enkele maanden vroeg William haar ten huwelijk. Ze trouwden op 26 juni 1895 in de Saint John’s Episcopal Church in Hagerstown, Anna’s geboorteplaats. Na het sluiten van hun huwelijk kreeg het stel van zijn ouders een modern huis in Allegheny, een voorstad van Pittsburgh. Anna heeft echter moeite om zich aan te passen aan het huwelijkse leven en de elitaire omgangsvormen van de familie Singer. Deze contrasteert sterk met de ongedwongenheid die het leven in Hagerstown kenmerkte. Ze gaat gebukt onder de stringente traditionele rolmodellen, waarbij de vrouw geacht werd om zich slechts te bekommeren om huis en haard. Desalniettemin voegde ze zich naar de in die tijd geldende Victoriaanse moraal, waarin het krijgen van kinderen en de verzorging van de man centraal stonden. Ze gaf daarom haar droom om concertpianiste te worden op en weed zich aan het ondersteunen van de droom van haar man, die kunstenaar wil worden. Doordat de vader van William, William senior, zijn staalfabriek in 1900 verkocht, nam de kans voor zijn zoon toe om zich aan de kunsten in plaats van de staalsector te wijden. Dit was ook een opluchting voor Anna, die Williams’ kunstenaarschap als mogelijkheid zag om zich te onttrekken aan het keurslijf van de Pittsburghse elite.

## Reis naar Europa
Singer droomde ervan om, net zoals haar rolmodel Christiana Bond, naar Europa te gaan. Op 29 oktober 1901 was het zover. Samen met een goede vriend van het echtpaar, Martin Borgord, vertrokken ze naar Parijs, waar ze enkele maanden verbleven. In het voorjaar van 1902 trok het echtpaar Singer samen met Borgord naar het Gooise Laren, wat op dat moment in trek was als schildersdorp. William verloor hier echter al snel zijn inspiratie, wat maakte dat het stel op aanraden van Martin Borgord in 1903 naar zijn geboorteland Noorwegen verhuisde. Gedurende enkele jaren pendelden Anna, William en Martin tussen Noorwegen, Amerika en Nederland. Na het overlijden van Williams vader keerde het drietal terug naar Nederland, waar Anna en William een stuk grond kochten in Laren. Ze gaven architect Johan Wilhelm Hanrath de opdracht om een villa in romantische stijl te ontwerpen, samen met een vrijstaand atelier met werkruimtes voor William en Martin. Anna was nauw betrokken bij het ontwerp van het huis en richtte zich onder andere op de indeling van de vertrekken. Zij gebruikte haar woning om haar favoriete kunstwerken uit te stallen. Ook nam ze de gastvrijheid uit haar jeugd als ideaal, wat bekende dat ze veel diners en muziekavonden organiseerde voor haar vrienden en bekenden. De villa kreeg de naam De Wilde Zwanen, refererend naar de gewoonte van het echtpaar om te trekken van de ene verblijfplaats naar de andere over de wereld.
In 1925 verkocht het echtpaar de villa De Wilde Zwanen. In 1937 kocht William Singer de buitenplaats echter terug om deze voor verkaveling te behoeden.

## Musea
Singer richtte samen met haar man in 1931 in haar geboorteplaats Hagerstown het Washington Museum of Fine Arts op en in 1956 in Laren het Singer Museum. Daartoe richtte ze de Stichting Singer Memorial op, waaraan ze haar kunstcollectie en de villa afstond. Verder stortte ze een bedrag van fl. 150.000,- voor het onderhoud. Als stipulatie aan de architecten om zowel muziek als schilderkunst te integreren bevatten beide musea een concertzaal. Het Singermuseum werd extensie van de villa De Wilde Zwanen opgezet door de Larense architect Wouter Hamdorff. Hij breidde de villa uit met een concertzaal en museumdeel. In 1958 kreeg het museum een prentenkabinet, ook bekostigd door Singer. In 2017 werd er een renovatie uitgevoerd. De oorspronkelijke concertzaal werd omgebouwd tot een theater.

## Onderscheidingen
- Officier in de Orde van Oranje-Nassau[14]
- Ridder in de Orde van Sint-Olaf
- Ereburgeres van de gemeente Laren
- Draagster van de Zilveren Anjer[1]